# Tryssogobius
Tryssogobius is een geslacht van straalvinnige vissen uit de familie van grondels (Gobiidae).

## Soorten
- Tryssogobius colini Larson & Hoese, 2001
- Tryssogobius flavolineatus Randall, 2006
- Tryssogobius longipes Larson & Hoese, 2001
- Tryssogobius nigrolineatus Randall, 2006
- Tryssogobius porosus Larson & Chen, 2007
- Tryssogobius quinquespinus Randall, 2006